# 高木功 (作家)
高木 功（たかぎ いさお、1956年5月17日 - 1994年7月19日）は、日本の映画脚本家、小説家、エッセイストである。大阪市天王寺出身。大阪芸術大学映像学科（夜57期）卒業。

## 人物
高校卒業後、会社勤めをしながらシナリオの勉強をし、大阪芸術大学で本格的にシナリオ製作を学ぶ。滝田洋二郎がピンク映画監督に昇格するにあたり脚本家を探していたとき、シナリオ研究誌『ズームアップ』で高木の才能を認め、滝田のデビュー作『痴漢女教師』で高木も脚本家としてデビューする。以後、滝田とピンク映画・ポルノ映画で20本以上タッグを組む。ポルノ映画では2人の当時の代表作ともいえる『痴漢』シリーズなどコメディ作品が多い一方で、『連続暴姦』のような本格的なサスペンスも残している。
滝田が初めて一般作品として監督した『コミック雑誌なんかいらない!』では、主演の内田裕也との共同脚本として1986年度第41回毎日映画コンクール脚本賞を受賞する。
脚本執筆の一方で小説を発表し、「6000フィートの夏」で第73回オール讀物新人賞を受賞している。1994年に仕事場で心不全を発症し、38歳で夭折した。没後に日本シナリオ作家協会第22回シナリオ功労賞を受賞している。

## 作品

### 映画脚本
いずれも監督：滝田洋二郎
- 痴漢女教師（1982年） 滝田洋二郎と共同脚本
- 痴漢電車 もっと続けて（1982年）
- 痴漢電車 満員豆さがし（1982年）
- 痴漢電車 ルミ子のお尻（1983年）
- 痴漢電車 けい子のヒップ（1983年）
- 痴漢電車 百恵のお尻（1983年）
- 連続暴姦（1983年）
- 痴漢電車 下着検札（1984年）
- 痴漢電車 ちんちん発車（1984年）
- 痴漢電車 極秘本番（1984年）
- 痴漢保健室（1984年）
- 痴漢電車 聖子のお尻（1985年）
- 桃色身体検査（1985年）
- 痴漢通勤バス（1985年）
- 絶倫ギャル やる気ムンムン（1985年）
- コミック雑誌なんかいらない!（1986年） 内田裕也と共同脚本
- 痴漢宅配便（1986年）
- はみ出しスクール水着（1986年）
- タイム・アバンチュール 絶頂5秒前（1986年）

### テレビ作 品
- 土曜ワイド劇場 盗まれた情事（1995年7月1日） 荒井晴彦と共同脚本、監督：神代辰巳

### 小説
- 百年、風を待つ（東京創元社、1995年7月）
生前に発表した全小説7編を収めたもの。
オール讀物新人賞を受賞した「6000フィートの夏」は、もともと「百年、風を待つ」の題名で書かれたが、編集者の意向で改題された。本作品集では元の表題に戻されている。

### エッセイ
- 地球の迷い方（東京創元社、1995年7月）
大阪から沖縄を経由、アジアを西に向かい、イギリスまでの放浪を描いた記録。